# Kopfgefäß

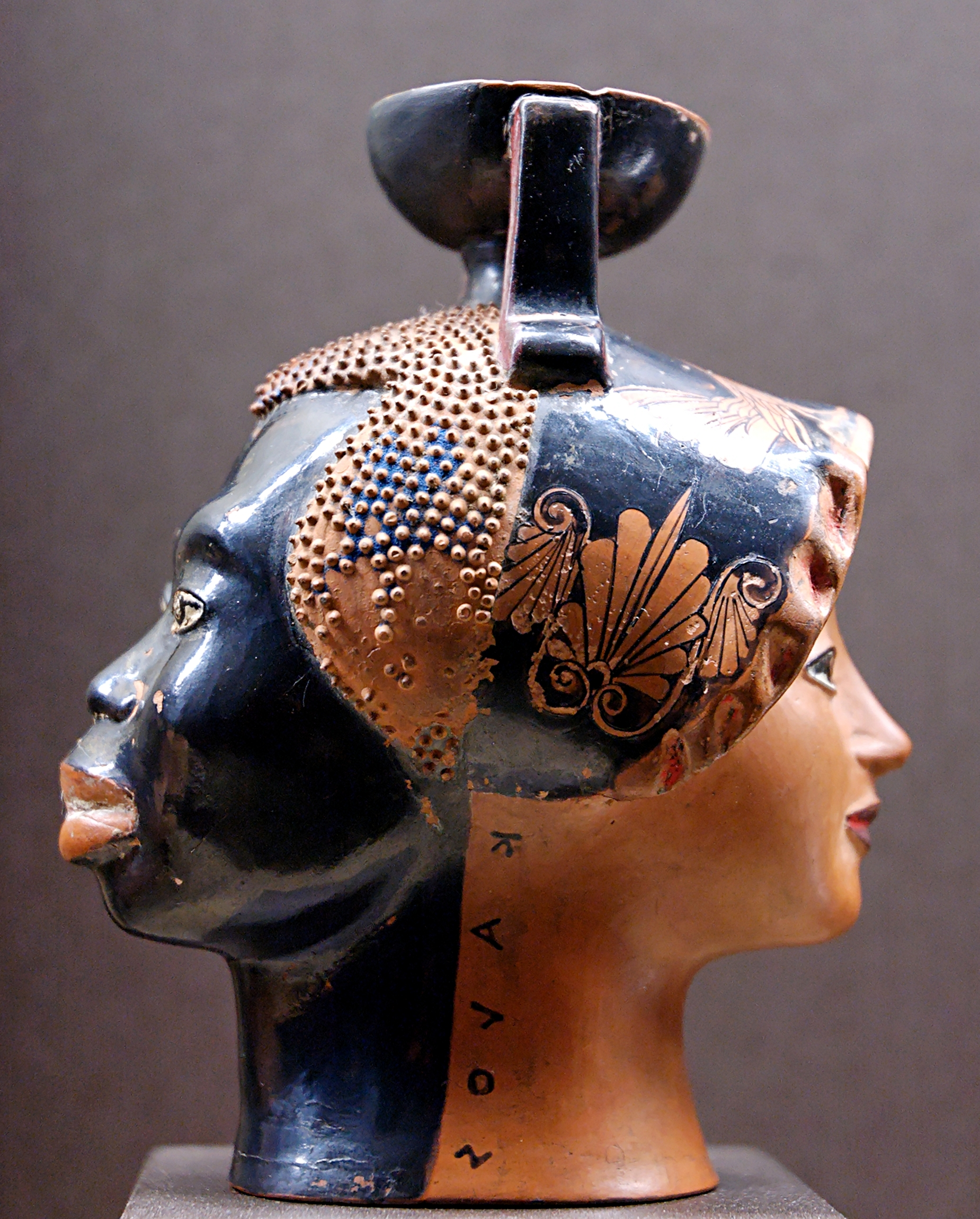
Kalos-Inschrift auf einem möglicherweise von Skythes bemalten Kopfgefäß der Epilykos-Klasse, um 520/10 v. Chr.

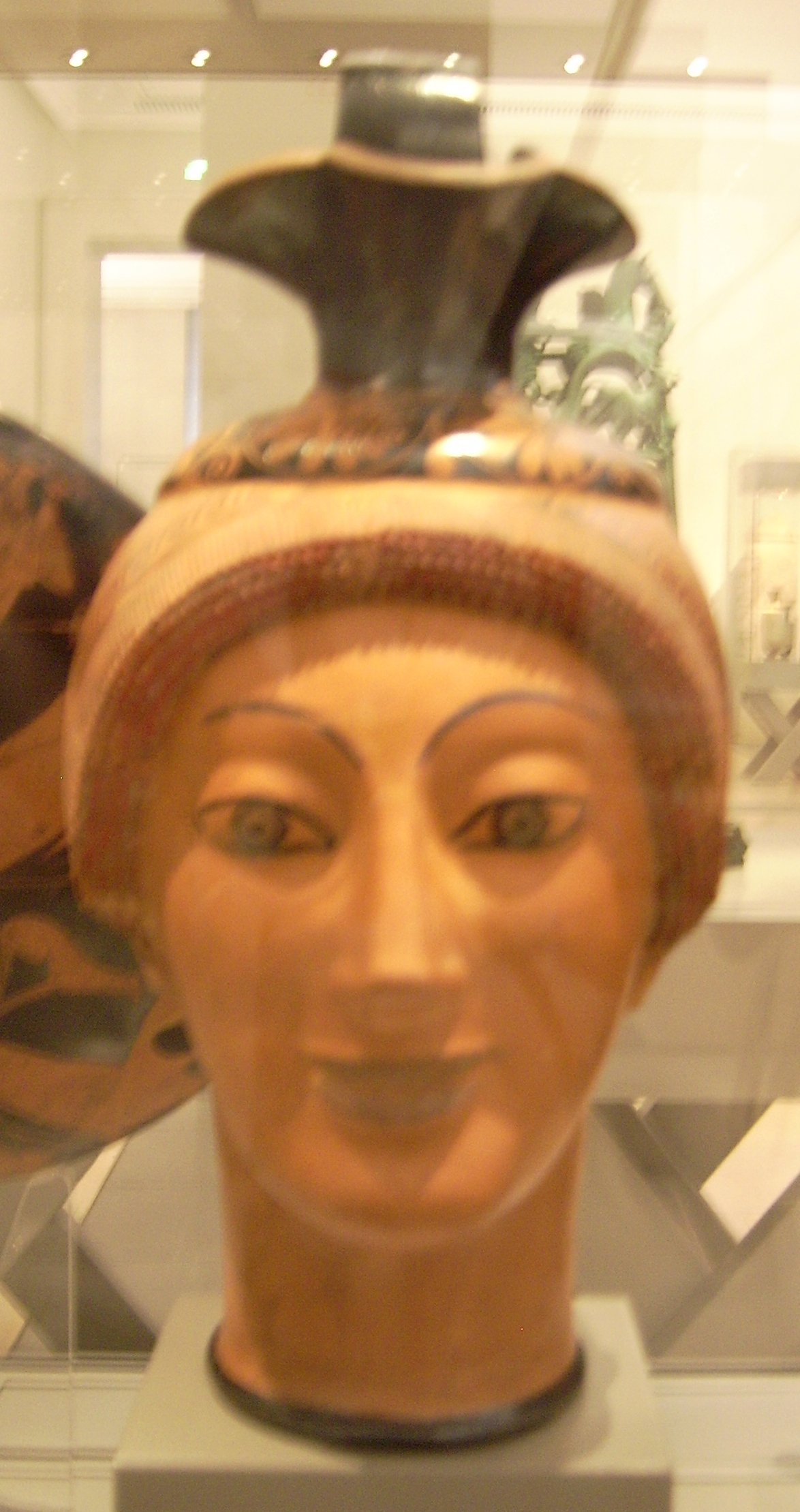
Kanne in Form eines reich geschmückten Frauenkopfes. Vom Töpfer Charinos signiert. Um 490 v. Chr. Gefunden in Vulci. Berlin, Antikensammlung F 2190

Kopfgefäße sind eine Sonderform der Figurengefäße in Form menschlicher Köpfe, die seit dem 7. Jahrhundert v. Chr. im antiken Griechenland hergestellt wurden.
Kopfgefäße sind spezielle Erzeugnisse der Töpferkunst. Vor allem in der attischen Keramik wurden hier ab etwa 500 v. Chr. Gefäße von herausragender Qualität geschaffen. Die Gefäße können Rhyta sein, Aryballoi, Askoi oder andere Vasenformen. Nicht selten werden als exotisch wahrgenommene Gesichtszüge dargestellt; weit verbreitet waren beispielsweise Gesichter schwarzer Menschen. Häufig wurden auch doppelköpfige Gefäße in der Art von Doppelhermen geschaffen. Besonders bekannt für seine Kopfgefäße war der Töpfer Charinos. Nicht selten sind die Gefäße kunstvoll bemalt.

## Attische Kopfgefäße
Die attisch-rotfigurigen Kopfgefäße werden nach John D. Beazley in mehrere Klassen unterteilt:
- Klasse A: Kopf-Kantharoi
- Klasse Abis: Klasse von Boston 00.332
- Klasse B: Epilykos-Klasse
- Klasse Bbis: Klasse von Louvre H 62
- Klasse Bter: Kytinos-Klasse
- Klasse C: Charinos-Klasse
- Klasse D: Hirsch-Klasse
- Klasse E: Oxford-Klasse
- Klasse Ebis: Töpfer Proklees
- Klasse G: London-Klasse
- Klasse H: Princeton-Klasse
- Klasse J: Marseille-Klasse
- Klasse K: Toronto-Klasse
- Klasse L: Providence-Klasse
- Klasse M: Vatikan-Klasse
- Klasse N: Cook-Klasse
- Klasse O: Sabouroff-Klasse
- Klasse P: Chairete-Klasse
- Klasse Q: Wien-Klasse
- Klasse R: Manchester-Klasse
- Klasse S: Canessa-Klasse
- Klasse Sbis: Klasse von Neapel Stg. 64
- Klasse T: Basel-Klasse
- Klasse V: Spetia-Klasse
- Klasse W: Persische Klasse
- Klasse X

Innerhalb der Klassen konnte mit Hilfe von präzisen 3D-Messungen mehrere Generationen bestimmten werden, die durch Neuabformung entstanden sind. Jüngere Generationen sind durch den Schwund 1–10 % kleiner.